# Calligonum bakuense
Calligonum bakuense är en slideväxtart som beskrevs av Litw.. Calligonum bakuense ingår i släktet Calligonum och familjen slideväxter. Inga underarter finns listade i Catalogue of Life.